# كاثرين ماكنيل
كاثرين ماكنيل (بالإنجليزية: Catherine McNeil)‏ (مواليد 30 مايو 1989) عارضة أزياء أسترالية. فازت في مسابقة بحث عن عارضات استضافتها غيرلفريند.أعلنت فوغ باريس أنها واحدة من أفضل 30 عارضة أزياء في عقد 2000. 

## روابط خارجية
- Catherine-McNeil.com
- كاثرين ماكنيل على موقع دليل عارضات الأزياء (الإنجليزية)
- كاثرين ماكنيل في شيك مانجمنت أستراليا
- مقابلة مع كاثرين ماكنيل في صحيفة ذا أيج
- كاثرين ماكنيل في موديلز.كوم